# 黄海洋
黄海洋（1985年11月1日—）生于江苏徐州，中国女子击剑运动员。2008年夏季奧林匹克運動會代表中國奪得女子團體佩劍金牌。2009年第十一屆全運會代表江蘇奪得女子團體佩劍金牌。